# Molí de les Fonts
El Molí de les Fonts està situat a prop de l'oest de el nucli urbà de Sot de Xera (comarca dels Serrans, País Valencià). S'ubica en el paratge conegut com les Fonts, tot seguint la carretera comarcal en direcció a Xera. Està classificat com a Bé de Protecció Parcial en el Pla General de Sot de Xera per la Diputació de València.

## Descripció
Pertany a l'arquitectura popular o tradicional de finals de segle XIX. Es tracta d'un antic molí de cereal, mogut per aigua. Era un edifici de dues plantes, encara que actualment roman en estat ruïnós.

## Funcionament
El molí rebia l'aigua per al seu funcionament a través d'una séquia per la part posterior, que finalitzava en una bassa de regulació, a la qual s'arriba pel camí d'accés després d'una petita pujada. A l'interior conserva algunes poques peces de l'antiga maquinària, encara que sí conserva una pedra cilíndrica.
Tenia el dret de l'aigua tot el dia amb séquia pròpia. Després de la riuada de 1957, que tant va afectar València i les comarques colindants, es va constituir legalment la Comunitat de Regants per O.M. del 9 de gener de 1962, i es reconeix al Molí de les Fonts amb un salt de 5,82 metres i un cabal d'aigua de 138 litres per segon.